# Macrocarpaea cochabambensis
Macrocarpaea cochabambensis är en gentianaväxtart som beskrevs av Gilg-benedict. Macrocarpaea cochabambensis ingår i släktet Macrocarpaea och familjen gentianaväxter. Inga underarter finns listade i Catalogue of Life.